# Cherax rhynchotus
Cherax rhynchotus е вид десетоного от семейство Parastacidae. Видът не е застрашен от изчезване.

## Разпространение и местообитание
Разпространен е в Австралия (Куинсланд) и Папуа Нова Гвинея.
Обитава крайбрежията на сладководни басейни, морета и реки.